# Euacidalia oroandes
Euacidalia oroandes är en fjärilsart som beskrevs av Druce 1893. Euacidalia oroandes ingår i släktet Euacidalia och familjen mätare. Inga underarter finns listade i Catalogue of Life.